# Ian Jardine
Pour les articles homonymes, voir Jardine.
Pas d'image ? Cliquez ici

a Compétitions nationales et continentales officielles uniquement.

b Matchs officiels uniquement.
Ian Jardine, né le 20 octobre 1964 à Dunfermline, est un ancien joueur de rugby à XV écossais, évoluant au poste de centre pour l'équipe nationale d'Écosse. 

## Biographie
Ian Jardine a joué pour le Stirling County RFC et Glasgow. Il est professeur de mathématiques à côté de sa carrière sportive.
Il connaît sa première cape internationale le 20 novembre 1993 contre l'équipe de Nouvelle-Zélande. Il participe au Tournoi des Cinq Nations de 1994 à 1996. Ian Jardine participe à la Coupe du monde 1995 (3 matchs joués, battu en quart de finale).
Il devient après sa carrière l'entraîneur de Stirling County RFC.

## Palmarès
- 18 sélections
- Sélections par années : 1 en 1993, 4 en 1994, 6 en 1995, 6 en 1996, 1 en 1998
- Tournois des Cinq Nations disputés: Tournoi des Cinq Nations 1994, 1995, 1996
- Participation à la Coupe du monde en 1995 (Tonga, France, Nouvelle-Zélande)